# Gosanke

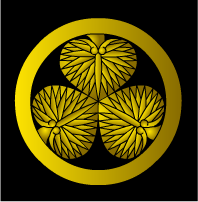
Maru-ni-mitsubaoi ("O círculo em volta das três folhas de malva-rosa"), o símbolo do clã Tokugawa (mon).

Os Tokugawa Gosanke (徳川御三家, literalmente "três casas dos Tokugawa"), também chamados simplesmente de Gosanke ou mesmo Sanke, foram três ramos do clã Tokugawa, descendentes dos três filhos mais novos do fundador do clã, Tokugawa Ieyasu, Yoshinao,Yorinobu e Yorifusa e com a possibilidade de eleger o próximo xogun em caso de necessidade. As três casas eram conhecidas como Casa Owari  dos Tokugawa, Casa Kii dos Tokugawa e Casa Mito dos Tokugawa. Entretanto, no Período Edo, o termo gosanke também podia se referir a outras combinações de casas Tokugawa, incluindo (1) as casas xogunais Owari e Kii e (2) as casas de Owari, Kii e Suruga (todas com o posto de dainagon). Mesmo após a abolição do sistema administrativo do Período Edo baseado em domínios (han), as três continuaram a existir.

## História
Depois de estabelecer seu xogunato, Ieyasu colocou membros de sua família em posições chave. O nono filho Yoshinao foi nomeado daimyo de Nagoya (Província de Owari), o décimo filho Yorinobu, daimyo de Wakayama (Província de Kii) e o décimo primeiro filho Yorifusa daimyo de Mito (Província de Hitachi). Da localização dos feudos, originaram-se os nomes das casas, oficialmente Casa Owari dos Tokugawa (尾張徳川家, Owari Tokugawa-ke), Casa Kii dos Tokugawa (紀伊徳川家, Kii Tokugawa-ke), e Casa Mito dos Tokugawa (水戸徳川家, Mito Tokugawa-ke)). Ieyasu lhes deu o direito de nomear o próximo xogun em caso de extinção do ramo principal, para manter o xogunato Tokugawa.  Isso viria de fato a ocorrer quando o sétimo xogun faleceu sem deixar herdeiros em 1716, bem como o 13º xogun em 1858.
As três casas tinham a maior posição dentre os shinpan, os daimyo que eram parentes do xogun. Após a Restauração Meiji, sob o sistema kazoku, os chefes das três casas se tornaram marqueses. Em 1929 o chefe da casa Mito foi promovido de marquês a duque. 

### Casa Owari
O ramo sênior era a Casa Owari. O primeiro da linha era Tokugawa Yoshinao, nono filho de Ieyasu. Ele e seus herdeiros foram daimyo do domínio de Owari (Owari Han), com seu quartel-general no Castelo de Nagoya. O feudo tinha uma receita de 619500 koku, sendo um koku a quantidade necessária de arroz para manter uma pessoa por um ano (cerca de 180 litros), e era o maior dos três. Antes da abolição do xogunato e do sistema han, a casa foi chefiada por 17 homens. Apesar de ser a casa maior, os Owari foram os únicos a nunca terem feito um xogun.

### Casa Kii
O segundo ramo era a Casa Kii ou Kishū. Seu fundador foi Tokugawa Yorinobu, o décimo filho de Ieyasu. Yorinobu foi daimyo do Kishū Han com seu castelo em Wakayama e receita de 555000 koku. Ele chegou a Wakayama em 1619 quando o daimyo anterior foi transferido. 14 membros do clã Tokugawa chefiaram o feudo durante o Período Edo. Foi a única casa a produzir diretamente sucessores do xogun, uma vez em 1716 com Tokugawa Yoshimune e novamente em 1858 com Tokugawa Iemochi.  
O quinto daimyo Tokugawa de Kii foi Yoshimune, que mais tarde se tornou shogun e apontou um parente para governar o Kii Han. Yoshimune estabeleceu três novas casas, os gosankyō, colocando dois filhos e um neto como líderes. Os gosanke serviram de modelo para os gosankyō. No entanto, embora Yoshimune tenha dado terras para os gosankyō, essas terras não estavam organizadas em han, mas em vez disso estavam espalhadas em diversos lugares; as posses totais também eram menores que as dos gosanke. Mais tarde, uma das casas gosankyō, a Casa Hitotsubashi, produziu dois xoguns, uma vez em 1787 (Tokugawa Ienari) e novamente em 1866 (Tokugawa Yoshinobu).

### Casa Mito
A terceira casa entre os Gosanke foi a Casa Mito. Seu fundador foi Tokugawa Yorifusa, o décimo primeiro filho de Ieyasu. Seu feudo era o Mito Han na província de Hitachi, com seu castelo em Mito e receita de 250000 koku, e mais tarde (1710), 350000. Onze homens chefiaram a casa, incluindo Tokugawa Mitsukuni. A casa Mito não podia apontar xoguns, mas apenas o vice. Na prática a casa acabou produzindo um xogun, Tokugawa Yoshinobu, que foi adotado pela Casa Hitotsubashi (um dos três Gosankyō da Casa Kii) em 1848 e se tornou o último xogun como membro desta casa.

## Genealogia dos chefes Gosanke

### Casa Owari
1. Yoshinao
2. Mitsutomo
3. Tsunanari
4. Yoshimichi
5. Gorōta
6. Tsugutomo
7. Muneharu
8. Munekatsu
9. Munechika
10. Naritomo
11. Nariharu
12. Naritaka
13. Yoshitsugu
14. Yoshikumi
15. Mochinaga
16. Yoshinori
17. Yoshikatsu

#### A Casa Owari atualmente
O 22º líder da Casa Owari é Tokugawa Yoshitaka (徳川 義崇) (nascido em 1961), que há quatro anos sucedeu seu pai, tornando-se diretor do Museu de Arte Tokugawa em Nagoya. Residente em Tóquio, ele fica em Nagoya nos fins de semana. Sua principal atividade é a administração do museu.

### Casa Kii
1. Tokugawa Yorinobu (1601–1671, r. 1619-1667)
2. Mitsusada (1626–1705, r. 1667-1698)
3. Tsunanori (1665–1705, r. 1698-1705)
4. Yorimoto (1680–1705, r. 1705)
5. Yoshimune (1684–1751 , r. 1705-1716) (posteriormente tornou-se xogun com o mesmo nome)
6. Munenao (1682–1757, r. 1716-1757)
7. Munemasa (1720–1765, r. 1757-1765)
8. Shigenori (1746–1829, r. 1765-1775)
9. Harusada (1728–1789, r. 1775-1789)
10. Harutomi (1771–1852, r. 1789-1832)
11. Nariyuki (1801–1846, r. 1832-1846)
12. Narikatsu (1820–1849, r. 1846-1849)
13. Yoshitomi (1846–1866, r. 1849-1858) (posteriormente tornou-se xogun com o nome Iemochi)
14. Mochitsugu (1844–1906, r. 1858-1869)

#### A Casa Kii atualmente
A 19ª líder da Casa Kii é Tokugawa Kotoko (徳川宜子) (nascida em 1956). Apesar de não ser casada e não ter filhos, ela foi escolhida como chefe da casa por não haver outros descendentes diretos do clã. Arquiteta, ela tem a sua própria companhia de construção em Ginza, Tóquio. Diferente das outras duas, a Casa Kii não possui um museu próprio, e deu suas propriedades históricas a museus como o Museu da Prefeitura de Wakayama.

### Casa Mito
1. Yorifusa
2. Mitsukuni
3. Tsunaeda
4. Munetaka
5. Munemoto
6. Harumori
7. Harutoshi
8. Narinobu
9. Nariaki
10. Yoshiatsu
11. Akitake

#### A Casa Mito atualmente
O 15º líder da Casa Mito é Tokugawa Narimasa (徳川斉正) (nascido em 1958). Desde julho de 2009 ele é diretor do Museu  Shōkōkan Tokugawa (彰考館徳川博物館) de Mito. Trabalha para a Tokio Marine & Nichido Fire Insurance Co., Ltd. Residente em Tóquio, passa os fins de semana em Mito.